# Lietuvos draudimas

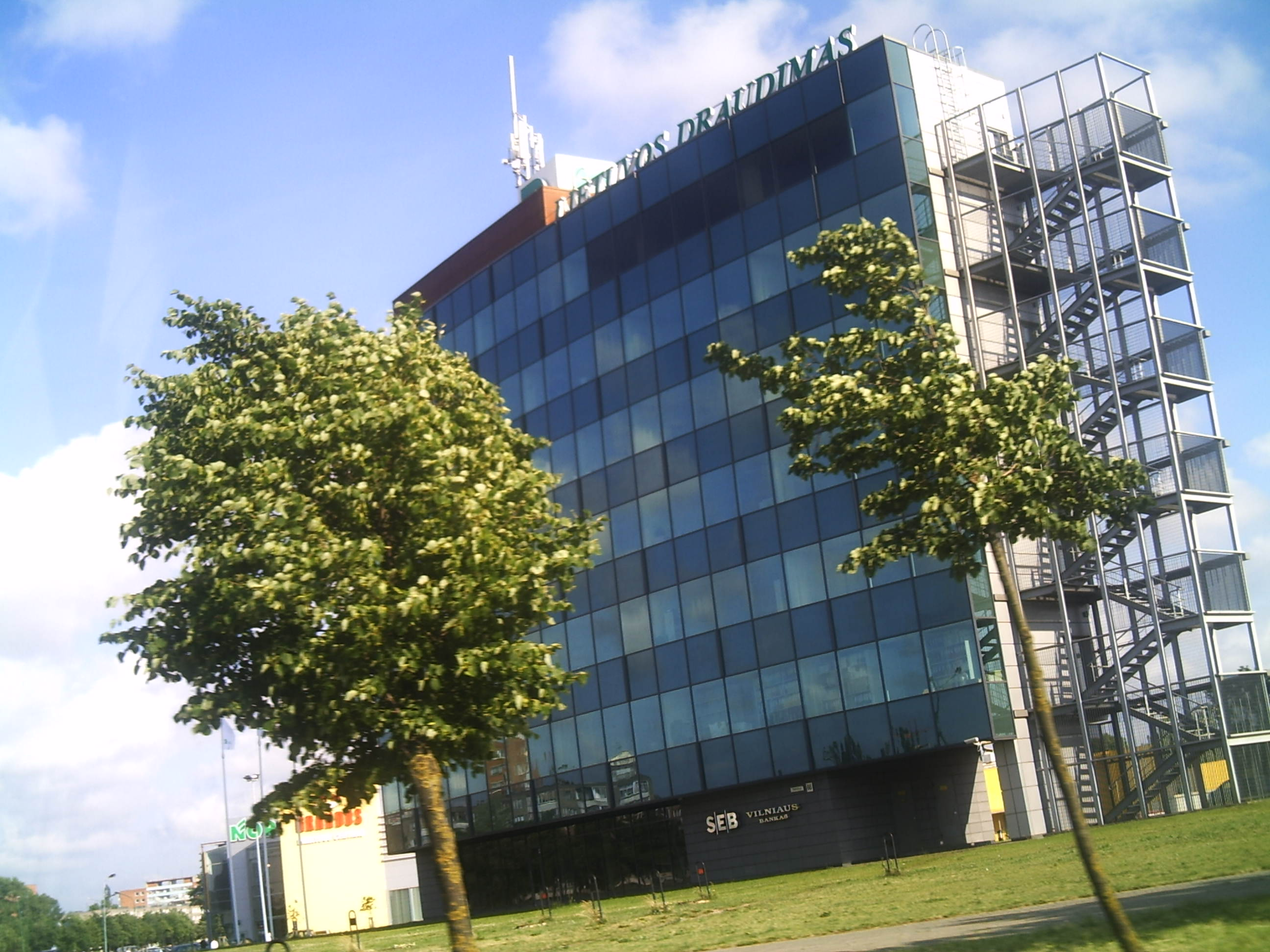
Verwaltung in Klaipėda

Lietuvos draudimas (dt. „Versicherung Litauens“) ist das größte (nach Mitarbeiterzahl) Versicherungsunternehmen in Litauen.  Es gehört dem britischen Royal & Sun Alliance Insurance plc. (RSA). LD hat etwa ein Drittel des litauischen Versicherungsmarkts, 0,7 Mio. Kunden mit 840.000 Versicherungsverträgen in fast  90 Abteilungen. 2010 zahlte das Unternehmen den Kunden 200 Mio. Litas (58. Mio. Euro).

## Geschichte
1921 errichtete man die Anstalt Lietuvos valstybinio apdraudimo įstaiga. 1924 wurde sie zu Lietuvos valstybinis apdraudimas. 1940 bekam sie Versicherungsmonopol und wurde verstaatlicht. 1991 wurde Lietuvos valstybinė draudimo įstaiga registriert. 1994 wurden 30 Prozenten Aktien verkauft (privatisiert). 
1996 Valstybinė draudimo įstaiga wurde zur AB Lietuvos draudimas. 2012 erzielte es den Umsatz von 380 Mio. Litas. 2011 beschäftigte LD 1205 Mitarbeiter.